# 指定交流競走
指定交流競走（していこうりゅうきょうそう）とは、
- 地方競馬において、中央競馬（日本中央競馬会=JRA）ならびに地方競馬の他地区に所属する競走馬が出走可能な交流競走[1]（ただし、地方競馬の他地区に所属する競走馬が出走できない競走も本項目では扱う）。
- 中央競馬において、地方競馬に所属している競走馬が出走可能な競走[1]。指定競走と特別指定競走とに分かれる[1]。競馬番組#現在の所属による制限の項目を参照。

また地方競馬において、他地区に所属する競走馬が出走できる競走を全国交流競走もしくは（地区）交流競走という場合もある。

## 地方競馬で行われる指定交流競走
2010年現在、地方競馬において中央競馬に所属する競走馬が出走できる競走には、出走資格において中央競馬における番組賞金や収得賞金の額（日本の競馬の競走体系を参照）や所属クラスによる制限がない競走とある競走の2つに分けられる。前者（制限のない競走）はオープンクラスと呼ばれ2010年現在はすべて重賞競走であり、日本グレード格付け管理委員会による格付けが行われているダートグレード競走である。ダートグレード競走も広義の指定交流競走であり、一部のダートグレード競走は格付けが行われるようになった1997年以前から指定交流競走であった。
後者の制限がある競走においては、「中央競馬交流」「条件交流競走」などの名称が付与されている（地区により呼び方が異なる）。中央競馬では「地方競馬指定交流競走」と呼ぶ。制限のある競走はおもに中央競馬に所属する3歳未勝利と地元地区の3歳の条件馬の競走、ならびに中央3歳以上（時期によっては4歳以上）の1勝クラス（旧・500万円以下）条件馬と地元地区の条件馬の競走である。また中央3歳以上の2勝クラス（旧・1000万円以下）条件馬と地方の高級条件馬の競走も少数存在し、一部は重賞や準重賞となっている。過去1回のみであるが、水沢競馬の1995年のフレンドリーカップ（重賞）で当時の1500万下（今の3勝クラス）との交流競走が行われたことがある。この時は岩手のトウケイニセイが優勝し、1～3着までを岩手の馬が独占した。なお、これらの競走は霧島賞などの一部例外を除き中央競馬と主催地区に所属する競走馬のみで行われ他地区の競走馬は出走不可能である。多くの場合、出走可能頭数は中央競馬と主催地区で半分ずつである。JRA所属馬に出走枠が与えられる代わりにJRAが「交流競走協力金」の名目で賞金の一部を負担している。
指定交流競走自体は1985年から行われているが、地方競馬への間接的な支援、魅力ある番組提供、競走馬の資質向上、また中央競馬では3歳未勝利や500万円以下など下級条件での投票除外が相次いでおり、それらの解消を図る目的も兼ねて1994年に対象競走が大幅に拡大された。2003年からは中央3歳未勝利馬との交流戦1着馬も「JRA認定競走馬」として扱われるようになったが、2013年からそのような扱いはなくなった。
地元所属馬が5着以内に入着した場合は各競馬場の定めた賞金が給付されるが、中央競馬所属馬が入着した場合には賞金および中央競馬が定める金額との差額が給付される。中央競馬所属馬が優勝した場合、3歳未勝利の賞金は450万円、1勝クラスの場合は650万円、2勝クラスの場合は800万円となる。同じ競走でも競走馬の生産地により賞金および補助金が異なる競走が存在するが、競走馬の所属により賞金および補助金が異なる競走は世界的にもほとんど例がないとされる。
このため中央競馬所属馬の騎乗依頼を受けた地元騎手は中央競馬の関係者の目の前で実力を見せようと、また地元としては非常に高額な賞金に張り切り思わぬ高配当が生まれる原因にもなっている。一方、この競走に騎乗する中央競馬所属騎手は地区で定められた騎乗数の制限の中で当日行われる競走に騎乗可能である。この制度を利用して、一部の騎手が当日の他の競走に騎乗している。試走を兼ねて一レースだけ騎乗馬を用意してもらうケースが多いが、地方出身の騎手はトップ騎手だった腕を頼って多数の騎乗がある場合も多い。また、当日の地方競馬の重賞への騎乗のケースも多く、エーデルワイス賞をホッカイドウ競馬所属のオノユウで優勝した武豊、ネクストスター西日本を高知競馬所属のリケアサブルで優勝した小牧太などの例もある。
一例として、2013年12月5日に園田競馬場で施行された指定交流競走「円山川特別」（当日の第9競走）には、中井裕二、和田竜二、田中健、酒井学、岩田康誠、松山弘平の6名が中央競馬所属馬に騎乗するため遠征した（騎手名は交流競走の騎乗馬着順に準ずる）。このうち、松山は第7競走、第8競走の2鞍にエキストラ騎乗があり、これは前述の「試走」のパターンに分類される。一方、和田・岩田は第10競走に組まれた重賞・園田金盃に騎乗したが、これは「当日の地方競馬の重賞への騎乗」事例に該当する。

ちなみに、中央所属女性騎手のうち、園田競馬場が実家でもある永島まなみは指定交流競走を滅法得意としており、2023年（令和5年）2月時点で中央30勝に加えて地方で9勝を挙げている。

### 各地の名称（由来）
表中の太字は開催地における準重賞・重賞を、出走条件の「○勝C」は「○勝クラス」を、斜字は九州産馬限定を示す。
2024年現在、重賞競走へのトライアル競走として施行される交流競走の優勝馬はJRA・地方いずれの所属に関わらず、当該重賞競走の優先出走権が付与される。川崎競馬場では過去川崎マイラーズのトライアル競走が指定交流競走で実施されていた（2024年現在はそれぞれ別の競走で実施）が、こちらは南関東所属馬だけが優先出走権付与の対象であった。
1着賞金の金額は2024年度（一部は2023年度）現在。
| 競馬場・地域 | JRAの競走条件 | 開催地所属馬の出走条件     | 名称                                                        | 1着賞金 |
| ------------ | ------------- | -------------------------- | ----------------------------------------------------------- | ------- |
| ホッカイドウ | 3歳未勝利     | 3歳（古馬C1級格付）        | 星座、星、公園                                              | 100万円 |
| ホッカイドウ | 3歳以上1勝C   | A2級                       | 星座、星、川                                                | 120万円 |
| 岩手         | 3歳未勝利     | 3歳                        | フレンドリートロフィー（天然石）賞                          | 115万円 |
| 岩手         | 3歳以上1勝C   | B1級                       | フレンドリーカップ（星座）賞                                | 100万円 |
| 岩手         | 3歳以上2勝C   | A級1組                     | 東京カップけやき賞                                          | 250万円 |
| 大井         | 3歳未勝利     | 3歳未格付                  | フォーチュネイト（花）特別                                  | 280万円 |
| 大井         | 3歳以上1勝C   | B2級B3級                   | アーバンステージ（旧暦、異称）賞                            | 500万円 |
| 大井         | 3歳以上2勝C   | A2級B1級                   | メトロポリタン（英語月名）カップ                            | 800万円 |
| 川崎         | 3歳未勝利     | 3歳未格付                  | （英語月名、誕生石）フラワー賞                              | 250万円 |
| 川崎         | 3歳以上1勝C   | B2級B3級                   | （英語月名、誕生石）スター賞                                | 400万円 |
| 川崎         | 3歳以上2勝C   | A2級B1級                   | スパーキングナイトチャレンジ                                | 800万円 |
| 船橋         | 3歳未勝利     | 3歳未格付                  | ナイス、ベスト（英語馬具）特別                              | 250万円 |
| 船橋         | 3歳以上1勝C   | B2級B3級                   | ファンシー、ファビィ、フェイスフル（英語馬具）特別          | 400万円 |
| 船橋         | 3歳以上2勝C   | A2級B1級                   | ハートビートレイン                                          | 800万円 |
| 浦和         | 3歳未勝利     | 3歳未格付                  | ツイン○○特別                                                | 300万円 |
| 浦和         | 3歳以上1勝C   | B2級B3級                   | マルチ○○特別                                                | 400万円 |
| 浦和         | 3歳以上2勝C   | A2級B1級                   | （樹木名）賞                                                | 600万円 |
| 笠松         | 3歳未勝利     | 3歳2組                     | 花、宿                                                      | 70万円  |
| 笠松         | 3歳以上1勝C   | A級3組                     | 旧暦、川、草、宿                                            | 90万円  |
| 名古屋       | 3歳未勝利     | 3歳2組                     | 名古屋チャレンジカップ（フルーツなど、ミント）賞            | 120万円 |
| 名古屋       | 3歳以上1勝C   | A級3組                     | 名古屋チャレンジカップ（古神など）賞                        | 180万円 |
| 金沢         | 3歳未勝利     | 3歳A級2組                  | 地名・建物名                                                | 85万円  |
| 金沢         | 3歳以上1勝C   | A2級B1級                   | 地名・建物名                                                | 100万円 |
| 兵庫         | 3歳未勝利     | 3歳                        | ○○山特別                                                    | 150万円 |
| 兵庫         | 3歳以上1勝C   | 920ポイント以下            | ○○川特別                                                    | 200万円 |
| 高知         | 3歳未勝利     | 3歳（未格付/古馬C3級格付） | ○○盃                                                        | 200万円 |
| 高知         | 3歳以上1勝C   | 未施行                     | 未施行                                                      | 未施行  |
| 高知         | 3歳以上2勝C   | A級2組                     | はりまや盃                                                  | 300万円 |
| 佐賀         | 2歳未勝利     | 2歳未格付                  | ミヤマキリシマ特別・ノカイドウ特別 （たんぽぽ賞トライアル） | 300万円 |
| 佐賀         | 3歳未勝利     | 3歳未格付                  | グリーンカップ・サマーカップ                                | 80万円  |
| 佐賀         | 3歳1勝C       | 3歳・地方競馬全国          | たんぽぽ賞                                                  | 700万円 |
| 佐賀         | 3歳以上1勝C   | 未施行                     | 未施行                                                      | 未施行  |
| 佐賀         | 3歳以上1勝C   | 3歳以上                    | えびの特別・大隅特別 （霧島賞トライアル）                   | 500万円 |
| 佐賀         | 3歳以上2勝C   | 3歳以上・地方競馬全国      | 霧島賞                                                      | 800万円 |